# 兹德涅克·皮哈
兹德涅克·皮哈（捷克語：Zdeněk Pýcha，1926年5月29日—2020年5月11日），捷克前男子冰球运动员。他曾代表捷克斯洛伐克国家队参加1952年冬季奥林匹克运动会冰球比赛，获得第四名。